# Gäddtjärnen (Ramsbergs socken, Västmanland, 663809-146494)
Gäddtjärnen är en sjö i Lindesbergs kommun i Västmanland och ingår i Norrströms huvudavrinningsområde. Sjön är 10 meter djup, har en yta på 0,0637 kvadratkilometer och är belägen 253,4 meter över havet.

## Delavrinningsområde
Gäddtjärnen ingår i det delavrinningsområde (664026-146307) som SMHI kallar för Utloppet av Kölsjön. Medelhöjden är 277 meter över havet och ytan är 21,48 kvadratkilometer. Det finns ett avrinningsområde uppströms, och räknas det in blir den ackumulerade arean 64,19 kvadratkilometer. Kölsjöån som avvattnar avrinningsområdet har biflödesordning 3, vilket innebär att vattnet flödar genom totalt 3 vattendrag innan det når havet efter 249 kilometer. Avrinningsområdet består mestadels av skog (82 procent). Avrinningsområdet har 1,26 kvadratkilometer vattenytor vilket ger det en sjöprocent på 5,9 procent.